# Pyrrhura chapmani
Pyrrhura chapmani är en fågelart i familjen västpapegojor inom ordningen papegojfåglar.

## Utbredning och systematik
Fågeln förekommer i övre Magdalenaflodens dalgång, på centrala Andernas östsluttning i Colombia i delstaterna Tolima och Huila. Den betraktas oftast som underart till brunstjärtad parakit (P. chapmani), men urskiljs sedan 2019 som egen art av Birdlife International, IUCN och Handbook of Birds of the World.

## Status
Fågeln kategoriseras av IUCN som starkt hotad.